# Giraudia gyratoria
Giraudia gyratoria là một loài tò vò trong họ Ichneumonidae.